# Ingeborg von Quillfeldt
Ingeborg von Quillfeldt (* um 1955) ist eine deutsche Ur- und Frühhistorikerin und Archäologin.

## Leben
Sie wurde 1985 – betreut von Doktorvater Wolfgang Hübener – am Fachbereich Kulturgeschichte und Kulturkunde der Universität Hamburg mit der Dissertation Die Vollgriffschwerter der Bronze- und Urnenfelderzeit in Süddeutschland promoviert. Die Schrift erfuhr bis Ende 1989 noch kleinere Nachträge und erschien 1995 als Monographie. In ihr strebte von Quillfeldt eine vollständige Erfassung sämtlicher Vollgriffschwerter von der beginnenden mittleren Bronzezeit bis zur späten Urnenfelderzeit an, wobei die Schwerpunkte auf typologischer Gliederung und chronologischer Einordnung des Materials lagen.
Zwischen 1990 und 2015 arbeitete von Quillfeldt für das Bayerische Landesamt für Denkmalpflege (BLfD) – zuletzt in der Abteilung für Denkmalerfassung und Denkmalforschung als Referatsleiterin für das Dokumentationswesen. Über viele Jahre zeichnete sie verantwortlich für Redaktion und Satz der wissenschaftlichen Fachzeitschrift Das archäologische Jahr in Bayern, die das Landesamt in Zusammenarbeit mit der Gesellschaft für Archäologie in Bayern herausgibt. Darüber hinaus war sie zeitweise Korrespondentin des BLfD für die populärwissenschaftliche Zeitschrift Archäologie in Deutschland.

## Publikationen (Auswahl)
Monographien
- mit Petra Roggenbuck: Westerwanna II. In der Reihe: „Urnenfriedhöfe in Niedersachsen“, Band 14. August Lax Verlagsbuchhandlung, Hildesheim, 1985, ISBN 978-3-7848-1114-7, 134 Seiten.
- Die Vollgriffschwerter in Süddeutschland. In der Reihe: „Prähistorische Bronzefunde, Abteilung IV: Schwerter“, Band 11. Franz Steiner Verlag, Stuttgart, 1995, ISBN 978-3-515-06111-7, 277 Seiten.

Fachartikel
- mit Peter Schröter: Bestattungen des Endneolithikums und der frühen Bronzezeit aus der Münchener Schotterebene. In: Jahresbericht der Bayerischen Bodendenkmalpflege. Bände 26/27, 1985/86, Seiten 92–100.
- Eine Siedlung der Spätbronzezeit in Gauting, Lkr. Starnberg, Oberbayern. In: Das archäologische Jahr in Bayern 1988. Band 9, 1989, Seiten 53–56.
- Bronzezeitliche Bestattungen aus Poing. In: Das archäologische Jahr in Bayern 1989. Band 10, 1990, Seiten 61–63.
- Ein bronzezeitliches Achtkantschwert aus Fahrenzhausen-Weng, Lkr. Freising. In: Archäologie im Landkreis Freising. Band 6, 1998, Seiten 99–105.